# Theo Walcott
Theo James Walcott (født 16. marts 1989 i Stanmore, London, England) er en engelsk tidligere fodboldspiller, der spillede primært i den engelske fodboldklub Arsenal, men også i Southampton og Everton F.C.. Han opnåede i sin aktive karriere 567 premier league-kampe. Han spillede som angriber eller kant.

## Klubkarriere
Theo James Walcott voksede op i den lille by Compton. Han startede med at spille fodbold i klubben AFC Newbury. 

### Southampton F.C.
Walcott startede sin professionelle karriere i Southampton F.C., hvor han i en meget ung alder etablerede sig som førsteholdsspiller.
I en alder af blot 16 år og 143 dage fik han debut på klubbens førstehold i en kamp mod Wolverhampton, hvilket gjorde ham til den yngste debutant i klubbens historie. 
Den 18. oktober 2005 scorede han sit første mål for klubben i en kamp mod Leeds United. Hans præstationer i Southampton F.C. gjorde ham eftertragtet blandt de engelske storklubber. Blandt andet Arsenal F.C.-manageren Arsène Wenger.

### Arsenal
Walcott skiftede 20. januar 2006, til Arsenal F.C. i Premier League, på en forhåndskontrakt til en værdi af 5 millioner britiske pund, som efter omstændighederne blev hævet til 12 millioner. Beløbet gjorde ham til den dyreste 16 årige, som nogensinde er blevet handlet i engelsk fodboldhistorie.
16. marts 2006 – på sin 17 års fødselsdag, skrev Walcott under på en professionel kontrakt, med en længde på to år, og med yderligere muligheder for, forlængelse.
Et halvt år senere – den 19. august – fik han sin førsteholdsdebut i en kamp mod Aston Villa FC, hvor han lagde op til Arsenals udlignede mål.
I sin periode hos Arsenal etablerede Walcott sig som en vigtig del af Arsenals trup. Han fik tildelt rygnummer 14, et nummer der tidligere blev benyttet af den franske klublegende Thierry Henry.

## Landshold
Walcott står (pr. 8. maj 2021) noteret for 47 kampe og otte mål for Englands landshold, som han debuterede for den 30. maj 2006 i en kamp mod Ungarn. I en alder af 17 år og 75 dage gjorde dette Walcott til den yngste debutant nogensinde i landsholdets historie. Han blev efterfølgende udtaget til landholdstrup til VM i 2006 i Tyskland.
Den 10. september 2008 fik Walcott sit helt store gennembrud på landsholdet, da han scorede et hattrick i en kamp mod Kroatien.
Han blev ikke udtaget til VM i 2010 i Sydafrika.

## Statistik
| Klub         | Sæson        | League | League | League  | Cup   | Cup | Cup     | Europa | Europa | Europa  | Total | Total | Total   |
| Klub         | Sæson        | Kampe  | Mål    | Assists | Kampe | Mål | Assists | Kampe  | Mål    | Assists | Kampe | Mål   | Assists |
| ------------ | ------------ | ------ | ------ | ------- | ----- | --- | ------- | ------ | ------ | ------- | ----- | ----- | ------- |
| Southampton  | 2005–06      | 21     | 4      | 1       | 2     | 1   | 1       | —      | —      | —       | 23    | 5     | 2       |
| Total        | Total        | 21     | 4      | 1       | 2     | 1   | 1       | —      | —      | —       | 23    | 5     | 2       |
| Arsenal      |              |        |        |         |       |     |         |        |        |         |       |       |         |
| 2006–07      | 16           | 0      | 3      | 10      | 1     | 2   | 6       | 0      | 2      | 32      | 1     | 7     |         |
| 2007–08      | 25           | 4      | 2      | 5       | 1     | 0   | 9       | 2      | 3      | 39      | 7     | 5     |         |
| 2008–09      | 22           | 2      | 2      | 3       | 1     | 0   | 10      | 3      | 1      | 35      | 6     | 3     |         |
| 2009–10      | 23           | 3      | 2      | 1       | 0     | 0   | 6       | 1      | 0      | 30      | 4     | 2     |         |
| 2010–11      | 28           | 9      | 7      | 5       | 2     | 1   | 5       | 2      | 0      | 38      | 13    | 9     |         |
| 2011–12      | 10           | 2      | 1      | 0       | 0     | 0   | 4       | 2      | 1      | 14      | 4     | 2     |         |
| Total        | Total        | 124    | 20     | 17      | 24    | 5   | 3       | 40     | 10     | 6       | 188   | 35    | 28      |
| Career Total | Career Total | 145    | 24     | 18      | 26    | 6   | 4       | 40     | 10     | 6       | 211   | 40    | 30      |

Oversigten er opdateret til og med 31. oktober 2011